# Polistes binotatus
Polistes binotatus är en getingart som beskrevs av Henri Saussure 1854. Polistes binotatus ingår i släktet pappersgetingar, och familjen getingar. Inga underarter finns listade i Catalogue of Life.